# Jagoda Bloch
Jagoda Bloch (ur. 1972) – polska politolog, dr hab. nauk społecznych, adiunkt Wydziału Dziennikarstwa, Informacji i Bibliologii Uniwersytetu Warszawskiego i Wydziału Aktorskiego Akademii Teatralnej im. Aleksandra Zelwerowicza w Warszawie.

## Życiorys
Absolwentka studiów w Wyższej Szkole Pedagogiki Specjalnej. 13 maja 2009 obroniła pracę doktorską Taktyki nieudzielania odpowiedzi dziennikarzom przez osoby publiczne (promotorka – Małgorzata Marcjanik-Dąbkowska). 27 czerwca 2019 habilitowała się na podstawie pracy zatytułowanej Telewizyjne serwisy informacyjne. Zmiany w sposobie czytania od czasów PRL do III RP. Jest zatrudniona na stanowisku adiunkta na Wydziale Aktorskim Akademii Teatralnej im. Aleksandra Zelwerowicza w Warszawie, oraz na Wydziale Dziennikarstwa, Informacji i Bibliologii Uniwersytetu Warszawskiego.